# Jan Gebhart
Jan Gebhart (5. února 1945 Rakovník – 29. června 2018 Praha) byl český historik, věnující se období Protektorátu Čechy a Morava.

## Život
Po absolutoriu na Filozofické fakultě Univerzity Karlovy v Praze (dějepis – čeština) pracoval krátce v Ústavu pro mezinárodní politiku a ekonomii a poté pět let na Ministerstvu národní obrany. V roce 1974 nastoupil do Vojenského historického ústavu, odkud po deseti letech přešel do Ústavu československých a světových dějin ČSAV (dnes Historický ústav AV ČR), jehož vědecké radě v letech 1994–2002 předsedal. Často spolupracoval s historikem Janem Kuklíkem, mj. na vedení Masarykova sborníku (vyd. Ústav T. G. Masaryka, Praha). Přednášel též na FF UK a působil v řadě vědeckých a redakčních rad a odborných komisí. Jako vedoucí kolektivu se podílel na českém vydání objemné Kroniky druhé světové války.

## Výběr z díla
- 2245 dnů odporu. Podíl spojů a spojařů na národně osvobozeneckém zápase českého lidu v letech 1939–1945. Praha : Nakladatelství dopravy a spojů, 1980. (s A. Hájkovou a J. Kuklíkem)
- Partyzáni v Československu 1941–1945. Praha : Naše vojsko, 1984. (s J. Šimovčekem)
- Na frontách tajné války. Kapitoly z boje československého zpravodajství proti nacismu v letech 1938–1941. Praha : Panorama, 1989. (s J. Koutkem a J. Kuklíkem)
- Dramatické i všední dny protektorátu. Praha : Themis, 1996. (s J. Kuklíkem)
- Druhá republika 1938–1939. Svár demokracie a totality v politickém, společenském a kulturním životě. Praha ; Litomyšl : Paseka, 2004. (s J. Kuklíkem)
- Velké dějiny zemí Koruny české, sv. XV. 1938–1945. Praha : Paseka, 2006–2007. (s J. Kuklíkem)